# Będzin dưới lòng đất
Będzin dưới lòng đất (tiếng Ba Lan: Podziemia Będzińskie) là một tuyến đường du lịch dưới lòng đất tọa lạc ở Będzin, Ba Lan. Tuyến đường này được bố trí trong một boong ke của các cuộc không kích trước đây của Đức Quốc xã, được xây dựng trong Chiến tranh thế giới thứ hai.

## Miêu tả
Lễ khai trương tuyến đường dưới lòng đất được tổ chức vào ngày 13 tháng 12 năm 2013. Lối vào của tuyến đường nằm ở đại lộ Kołłątaja, gần Nhà thờ Chúa Ba Ngôi. Chiều dài của tuyến đường là khoảng 400 mét. Tuyến đường chạy dọc theo các đường hầm và hành lang của một hầm trú ẩn không kích chưa hoàn thành, được xây dựng trong hai năm 1943 và 1944 với mục đích bảo vệ người Đức trong thành phố. Boong ke này được các tù nhân của trại tập trung rèn bên trong Núi Lâu đài.

## Giờ mở cửa
Tuyến đường Będzin dưới lòng đất hoạt động quanh năm, mở cửa tất cả các ngày trong tuần. Du khách có thể đến tham quan tuyến đường khi có sự sắp xếp trước qua điện thoại và được vào cửa miễn phí. Cuộc tham quan diễn ra theo nhóm và có một hướng dẫn viên dẫn đầu.